# Roccella tinctoria
L'Orxella (variant urxella), nom científic Roccella tinctoria és una espècie de fong liquenitzat. Viu sobre roques a les costes mediterrànies. Té el sinònim Lecanora tinctoria (DC.) Czerwiak, 1849.

## Varietats botàniques
- R. tinctoria var. portentosa
- R. tinctoria var. subpodicellata
- R. tinctoria var. tinctoria

i formae:
- R. tinctoria f. complanata
- R. tinctoria f. tinctoria

## Usos
Es fa servir per a fer litmus, una mescla de diversos compostos orgànics i junt amb les espècies de líquens Roccella fuciformis i Lecanora tartarea es fabrica el paper de tornassol.
L'orcinol, és un compost orgànic fenòlic incloent R. tinctoria.